# Markus Jonsson
Per Markus Jonsson (Växjö, 9 de março de 1981) é um futebolista profissional sueco, milita no SK Brann.

## Títulos

### AIK
- Allsvenskan: 2009
- Copa da Suécia: 2009